# Friday Break
Friday Break（フライデー ブレイク）は、2010年10月から2011年9月までTBSで毎週金曜24:20 - 24:50（土曜未明、0:20 - 0:50）（JST）に放送された、テレビドラマの放送枠である。ハイビジョン制作、ステレオ放送。

## 概要
2010年9月まで放送していた土8ドラマを終了させ、一方で放送時間を30分枠にして深夜帯に新たに設けたドラマ枠だった。
金曜ドラマ以外での金曜日のドラマは、『ザ・ガードマン』、『パパはニュースキャスター』などを放送していた21時枠以来9年ぶりであり、日付け的には土曜未明なので土8からの時間前倒しスライドという形になった。
「これまでのドラマの常識やスタイルを壊し（Break）、ゴールデンタイムで出来ない企画を打ち出していく」ことをコンセプトとしており、枠名の由来もここからきていた。またこの枠でのドラマ出演・制作によってキャストやスタッフが「ブレーク」するきっかけになってほしいという願いも込められていた。
2011年9月で『Friday Break』としての放送は終了。同年10月からは『フライデードラマNEO』になったが、これも2012年3月で終了。さらに2012年4月に『ドラマNEO』と改めたが、2014年3月に終了。ドラマ枠はプライムタイムに移って、現在まで続く「火曜ドラマ」に至っている。
当番組はローカルセールスとなるため、一部系列局では遅れネットになる他、非ネット局ではTBS系番組の時差ネットや他系列番組などが放送されていた。
なお、毎日放送では本枠設定前に自社制作のドラマである『金曜ナイト劇場』を同時間帯で放送していた。

## 放送作品一覧

### 2010年
- クローン ベイビー （10月8日 - 12月17日、主演：市川知宏）

### 2011年
- ヘブンズ・フラワー The Legend of ARCANA （1月14日 - 3月4日・8月29日 - 9月13日、主演：川島海荷）
- シマシマ （4月22日 - 6月24日、主演：矢田亜希子、三浦翔平）
- 桜蘭高校ホスト部 （7月22日 - 9月30日、主演：川口春奈、山本裕典）

## 放送時間・ネット局
| 放送対象地域   | 放送局                    | 系列    | 当枠放送開始日 | 当枠放送日時                  | 放送開始作品       | 備考       |
| -------------- | ------------------------- | ------- | -------------- | ----------------------------- | ------------------ | ---------- |
| 関東広域圏     | TBSテレビ（TBS）          | TBS系列 | 2010年10月8日  | 土曜 0:20 - 0:50 （金曜深夜） | クローン ベイビー  | 制作局     |
| 静岡県         | 静岡放送（SBS）           | TBS系列 | 2010年10月8日  | 土曜 0:20 - 0:50 （金曜深夜） | クローン ベイビー  | 同時ネット |
| 富山県         | チューリップテレビ（TUT） | TBS系列 | 2010年10月8日  | 火曜 1:00 - 1:30 （月曜深夜） | クローン ベイビー  | 45日遅れ   |
| 近畿広域圏     | 毎日放送（MBS）           | TBS系列 | 2010年10月13日 | 木曜 2:40 - 3:10 （水曜深夜） | クローン ベイビー  | 5日遅れ    |
| 中京広域圏     | 中部日本放送（CBC）       | TBS系列 | 2010年10月15日 | 土曜 1:27 - 2:00 （金曜深夜） | クローン ベイビー  | 21日遅れ   |
| 北海道         | 北海道放送（HBC）         | TBS系列 | 2011年1月26日  | 水曜 0:56 - 1:26 （火曜深夜） | ヘブンズ・フラワー | 11日遅れ   |
| 福岡県         | RKB毎日放送（RKB）        | TBS系列 | 2011年1月27日  | 火曜 1:25 - 1:55 （火曜深夜） | ヘブンズ・フラワー | 25日遅れ   |
| 石川県         | 北陸放送（MRO）           | TBS系列 | 2011年3月10日  | 木曜 0:55 - 1:25 （水曜深夜） | クローン ベイビー  | 68日遅れ   |
| 熊本県         | 熊本放送（RKK）           | TBS系列 | 2011年8月1日   | 火曜 1:25 - 1:55 （月曜深夜） | 桜蘭高校ホスト部   | 10日遅れ   |
| 長野県         | 信越放送（SBC）           | TBS系列 | 2011年9月1日   | 木曜 23:50 - 翌0:20           | 桜蘭高校ホスト部   | 41日遅れ   |
| 鹿児島県       | 南日本放送（MBC）         | TBS系列 | 2011年10月3日  | 火曜 0:10 - 0:40 （月曜深夜） | 桜蘭高校ホスト部   | 73日遅れ   |
| 山形県         | テレビユー山形（TUY）     | TBS系列 | 2011年10月11日 | 水曜 0:20 - 0:50 （火曜深夜） | 桜蘭高校ホスト部   | 81日遅れ   |
| 宮城県         | 東北放送（TBC）           | TBS系列 | 2011年10月12日 | 木曜 0:20 - 0:50 （水曜深夜） | 桜蘭高校ホスト部   | 82日遅れ   |
| 新潟県         | 新潟放送（BSN）           | TBS系列 | 2011年10月17日 | 火曜 0:50 - 1:20 （月曜深夜） | 桜蘭高校ホスト部   | 87日遅れ   |
| 岡山県・香川県 | 山陽放送（RSK）           | TBS系列 | 2011年10月19日 | 木曜 0:20 - 0:50 （水曜深夜） | 桜蘭高校ホスト部   | 89日遅れ   |
| 愛媛県         | あいテレビ（ITV）         | TBS系列 | 2011年10月21日 | 土曜 1:25 - 1:55 （金曜深夜） | 桜蘭高校ホスト部   | 91日遅れ   |
| 福島県         | テレビユー福島（TUF）     | TBS系列 | 2011年10月31日 | 火曜 0:50 - 1:20 （月曜深夜） | 桜蘭高校ホスト部   | 101日遅れ  |
| 宮崎県         | 宮崎放送（MRT）           | TBS系列 | 2011年10月31日 | 火曜 0:55 - 1:25 （月曜深夜） | 桜蘭高校ホスト部   | 101日遅れ  |
| 長崎県         | 長崎放送（NBC）           | TBS系列 | 2011年11月15日 | 水曜 0:20 - 0:50 （火曜深夜） | 桜蘭高校ホスト部   | 116日遅れ  |
| 大分県         | 大分放送（OBS）           | TBS系列 | 2011年11月28日 | 月 - 木曜 10:20 - 10:50       | 桜蘭高校ホスト部   |            |
| 高知県         | テレビ高知（KUTV）        | TBS系列 | 2011年12月14日 | 水曜 23:50 - 翌0:20           | 桜蘭高校ホスト部   | 145日遅れ  |
| 沖縄県         | 琉球放送（RBC）           | TBS系列 | 2011年12月16日 | 土曜 1:55 - 2:25 （金曜深夜） | 桜蘭高校ホスト部   | 147日遅れ  |
| 青森県         | 青森テレビ（ATV）         | TBS系列 | 2012年1月4日   | 木曜 1:00 - 1:30 （水曜深夜） | 桜蘭高校ホスト部   | 166日遅れ  |
| 山梨県         | テレビ山梨（UTY）         | TBS系列 | 2012年1月10日  | 月 - 金曜 16:20 - 16:50       | 桜蘭高校ホスト部   |            |
| 岩手県         | IBC岩手放送（IBC）        | TBS系列 | 2012年1月10日  | 水曜 0:50 - 1:20 （火曜深夜） | 桜蘭高校ホスト部   | 172日遅れ  |
| 鳥取県・島根県 | 山陰放送（BSS）           | TBS系列 | 2012年1月10日  | 水曜 0:55 - 1:25 （火曜深夜） | 桜蘭高校ホスト部   | 172日遅れ  |
| 広島県         | 中国放送（RCC）           | TBS系列 | 2012年1月20日  | 金曜 1:55 - 2:25 （金曜深夜） | 桜蘭高校ホスト部   | 182日遅れ  |
| 山口県         | テレビ山口（tys）         | TBS系列 | 2012年1月21日  | 日曜 2:41 - 3:11 （土曜深夜） | 桜蘭高校ホスト部   | 183日遅れ  |